# Araneus desierto
Araneus desierto là một loài nhện trong họ Araneidae.
Loài này thuộc chi Araneus. Araneus desierto được Herbert Walter Levi miêu tả năm 1991.